# 洛詩
洛詩（1991年7月6日—），本名李曉楠，2011年簽約於北京英皇旗下藝人。洛詩哥哥是中國大商家，與英皇有不少生意往來。

## 爭議事件
2014年8月14日晚，柯震東和房祖名與英皇藝人洛詩（李曉楠）、韓女團RaNia前成員Yijo（常一嬌）約在北京房祖名家進行雙約會，後於「華夏良子」足療店因涉毒被捕。據傳2女經有力人士向高層求情，表示即然「房東」已爆出，成功達到整治娛樂圈的目的，盼別讓洛詩、常一嬌曝光，還將2女定調為「香港女藝人」，為的就是轉移目標。

## 感情生活
2015年11月9日，洛詩突然公開與28歲的港籍建築師，周乘中的戀情，並表示兩人已交往6個月的。同年12月，洛詩接受媒體訪問的時候曾表明男友想在30歲前成家立業，間接暗示男友已經向其求婚。2016年2月14日，洛詩於社交媒體曬出婚禮的照片，宣佈與周乘中已於今年1月在澳洲登記結婚，並於同月在義大利舉辦婚禮。照片中，婚禮是在某間高級酒店舉辦的，而洛詩身上的婚紗價格也不斐，其後有網友爆出周乘中出生於一個富裕的家庭。父親是著名事務律師，母親則是理財專家。而身為家中獨生子的他也沒被寵壞，周乘中從小就是個學霸，18歲時獨自到英國留學，回港後靠自己開了間建築公司，而熱愛攝影的他也開了兩間攝影棚，年僅25歲的時候，身家已經過億。洛詩在採訪中表示其實兩人公佈戀情的時候，男友已經向自己求婚，只是當時時機未成熟所以決定遲些公布。2018年1月3日，洛詩宣布懷孕5個月。同年6月1日，周乘中透過社交媒體宣布洛詩已於英國產下一女，取名為周薴，Alva。2020年5月3日，洛詩宣布懷上第二胎。同年7月20日，洛詩產下小女兒，周梓裶，Annette。

## 作品

### 电影
| 年份   | 片名           | 角色名 | 备注 |
| ------ | -------------- | ------ | ---- |
| 2013年 | 《超級經理人》 | 王楠楠 |      |
| 2014年 | 《救火英雄》   | Emily  |      |
| 2014年 | 《放手愛》     | 蔣薇   |      |
| 2014年 | 《一生一世》   | 李曉君 |      |
| 2015年 | 《破風》       | 琪琪   |      |